# Süleyman Demirel Üniversitesi
Die Süleyman-Demirel-Universität ist eine der großen akademischen Institutionen in der Türkei, sie besteht seit 1992 in Isparta. Hervorgegangen ist sie aus der 1976 gegründeten Staatlichen Ingenieur- und Architektur-Akademie Isparta; als Namensgeber wurde Süleyman Demirel ausgewählt. 
Die Universität verfügt über 15 Fakultäten und 12 angeschlossene Fachschulen und Akademien.
- Fakultät für Kunsterziehung
- Fakultät Fischerei
- Fakultät Wissenschaft und Kunst
- Fakultät für Zahnheilkunde
- Fakultät Theologie
- Fakultät Ökonomie und Verwaltungswissenschaft
- Fakultät Forstwissenschaften
- Fakultät Ingenieurwissenschaften und Architektur
- Fakultät technische Ausbildung
- Fakultät Agrarwissenschaften
- Fakultät Technologie
- Fakultät Medizin
- Fakultät Gesundheitswissenschaften
- Fakultät Recht
- Fakultät Pädagogik

Die Universität ist Mitglied im Netzwerk der Balkan-Universitäten und hat darüber hinaus bilaterale Abkommen mit Universitäten in Europa.